# Biscioftù
Biscioftù (amarico: ቢሾፍቱ, Bišoftu; oromo: Bishooftu) è una città dell'Etiopia ubicata a sud est di Addis Abeba nella regione di Oromia.
Durante l'impero coloniale italiano la città venne chiamata Ada, mentre il suo nome ufficiale, fino al 1955, era quello di Biscioftù (ቢሾፍቱ). dal 1955 venne chiamata Debré Zeit (in lingua amarica: ደብረ ዘይት, letteralmente Monte degli Ulivi), ma dalla fine degli anni '90 è ritornato ad essere usato il nome Biscioftù.
È il centro amministrativo della woreda omonima.

## Storia
La città di Debré Zeit, come un'entità ben definita, incominciò a esistere solo dopo la seconda guerra mondiale.
Resoconti di viaggiatori antecedenti a questo periodo chiamano la regione con il nome di "Adda", anche se un viaggiatore svedese, nel 1935, la chiamò con il nome di "Biscioftù".
Durante l'occupazione italiana, l'architetto Saverio Dioguardi redasse per conto dell'O.N.C. i piani regolatori delle due "città gemelle" di Olettà e Biscioftù.  La costituzione del comprensorio di Biscioftù, nei pressi di Moggio e del lago omonimo incontrò notevoli ostacoli per le paludi esistenti. 
A circa 1 km da Adda, sulla terra che era stata parzialmente di proprietà dell'Imperatore Haile Selassie I, gli Italiani inaugurarono l'Azienda Agraria di Biscioftù dell'Opera Nazionale per i Combattenti con 15.000 ettari di terreno e l'intento di creare un centro per i coloni e una stazione sperimentale agraria. I lavori di costruzione per la prima casa colonica cominciarono il 9 dicembre 1937, però solo 21 case furono completate per il maggio del 1938. Però furono costruiti anche vari edifici adibiti a uffici amministrativi e di servizio.
Questa è stata la città natale del Primo Ministro Makonnen Habte-Wold.
In questa città amava passare spesso il fine settimana anche l'Imperatore Hailé Selassié, dopo essere tornato dal suo esilio nella città inglese di Bath, durante la seconda guerra mondiale; vi fece costruire anche un palazzo chiamato "Fairfield" come il cottage in cui abitava quando era in esilio nella città di Bath in Inghilterra.

## Economia
È primariamente un luogo di villeggiatura, famoso per i suoi laghi, dove si pratica il canottaggio e diversi altri sport aventi a che fare con l'acqua. È famoso anche per la sua avifauna e i suoi diversi festival.
La città ospita il quartier-generale dell'Ethiopian Air Force, ed è servita da un aeroporto (ICAO HAHM, IATA QHR) così come da una stazione ferroviaria sulla linea Addis Abeba-Gibuti.
Stando al sito web della Nordic Africa Institute, le principali attività commerciali e fabbriche di Debre Zeyit sono La fabbrica di pasta e farina di Ada, la Pasqua Giuseppe PLC, la conceria di prodotti in pelle di Salmida, la Ratson e la Winrock International Ethiopia.